# 2-metilpentan
2-metilpentanul (denumit uzual izohexan) este un compus organic și unul dintre izomerii hexanului (C6H14).